# Marigny-sur-Yonne
Pour les articles homonymes, voir Marigny.
Marigny-sur-Yonne est une commune française située dans le département de la Nièvre, en région Bourgogne-Franche-Comté.

## Géographie

### Hydrographie
L'Yonne, le ruisseau du Bouillon, le ruisseau de Marcat, le canal du Nivernais sont les principaux cours d'eau parcourant la commune.

### Climat
Pour des articles plus généraux, voir Climat de la Bourgogne-Franche-Comté et Climat de la Nièvre.
En 2010, le climat de la commune est de type climat océanique dégradé des plaines du Centre et du Nord, selon une étude du Centre national de la recherche scientifique s'appuyant sur une série de données couvrant la période 1971-2000. En 2020, Météo-France publie une typologie des climats de la France métropolitaine dans laquelle la commune est exposée à un climat océanique altéré et est dans la région climatique  Centre et contreforts nord du Massif Central, caractérisée par un air sec en été et un bon ensoleillement. 
Pour la période 1971-2000, la température annuelle moyenne est de 10,9 °C, avec une amplitude thermique annuelle de 16,1 °C. Le cumul annuel moyen de précipitations est de 853 mm, avec 12,6 jours de précipitations en janvier et 8,1 jours en juillet. Pour la période 1991-2020, la température moyenne annuelle observée sur la station météorologique de Météo-France la plus proche, « Lormes_sapc », sur la commune de Lormes à 13 km à vol d'oiseau, est de 11,2 °C et le cumul annuel moyen de précipitations est de 1 071,3 mm. 
La température maximale relevée sur cette station est de 40,7 °C, atteinte le 25 juillet 2019 ; la température minimale est de −18,1 °C, atteinte le 12 janvier 1987,,. 
Les paramètres climatiques de la commune ont été estimés pour le milieu du siècle (2041-2070) selon différents scénarios d'émission de gaz à effet de serre à partir des nouvelles projections climatiques de référence DRIAS-2020. Ils sont consultables sur un site dédié publié par Météo-France en novembre 2022.

## Urbanisme

### Typologie
Au 1er janvier 2024, Marigny-sur-Yonne est catégorisée commune rurale à habitat dispersé, selon la nouvelle grille communale de densité à sept niveaux définie par l'Insee en 2022.
Elle est située hors unité urbaine et hors attraction des villes,.

### Occupation des sols
L'occupation des sols de la commune, telle qu'elle ressort de la base de données européenne d’occupation biophysique des sols Corine Land Cover (CLC), est marquée par l'importance des territoires agricoles (69,2 % en 2018), une proportion identique à celle de 1990 (69,2 %). La répartition détaillée en 2018 est la suivante : prairies (47,9 %), forêts (26,2 %), terres arables (21,3 %), zones urbanisées (4,7 %). L'évolution de l’occupation des sols de la commune et de ses infrastructures peut être observée sur les différentes représentations cartographiques du territoire : la carte de Cassini (XVIIIe siècle), la carte d'état-major (1820-1866) et les cartes ou photos aériennes de l'IGN pour la période actuelle (1950 à aujourd'hui).

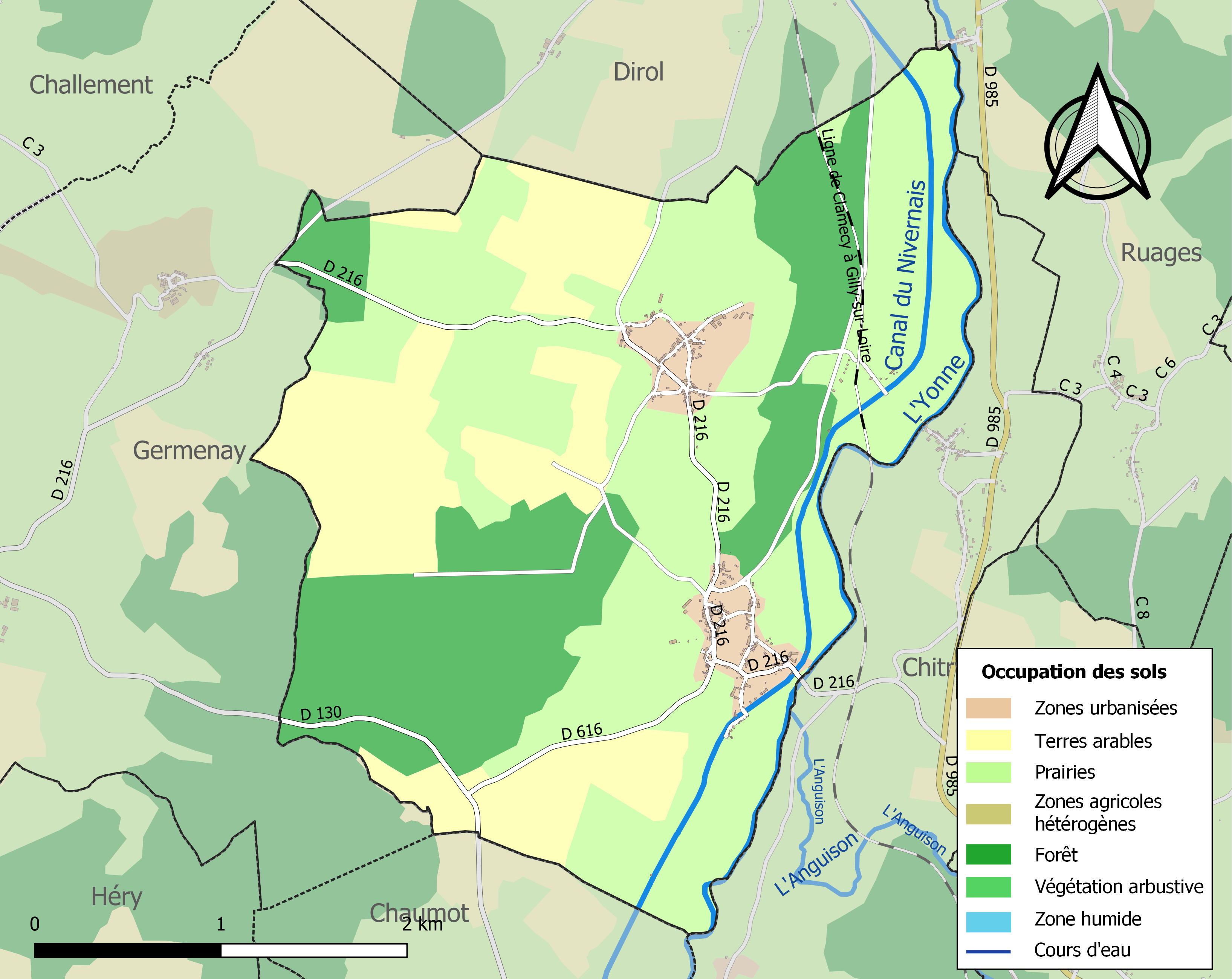
Carte des infrastructures et de l'occupation des sols de la commune en 2018 (CLC).

## Politique et administration
| Période                                  | Période  | Identité             | Étiquette | Qualité                         |
| ---------------------------------------- | -------- | -------------------- | --------- | ------------------------------- |
| 1870                                     | 1902     | Jean-Baptiste Rigaud |           | entrepreneur de travaux publics |
| ...                                      | ...      | ...                  |           |                                 |
| mars 2001                                | En cours | Guy Vadrot           |           | Gestionnaire sylvicole          |
| Les données manquantes sont à compléter. |          |                      |           |                                 |

## Démographie
L'évolution du nombre d'habitants est connue à travers les recensements de la population effectués dans la commune depuis 1793. Pour les communes de moins de 10 000 habitants, une enquête de recensement portant sur toute la population est réalisée tous les cinq ans, les populations de référence des années intermédiaires étant quant à elles estimées par interpolation ou extrapolation. Pour la commune, le premier recensement exhaustif entrant dans le cadre du nouveau dispositif a été réalisé en 2005.

En 2022, la commune comptait 191 habitants, en évolution de −6,37 % par rapport à 2016 (Nièvre : −3,28 %, France hors Mayotte : +2,11 %).
| 1793 | 1800 | 1806 | 1821 | 1831 | 1836 | 1841 | 1846 | 1851 |
| ---- | ---- | ---- | ---- | ---- | ---- | ---- | ---- | ---- |
| 365  | 276  | 338  | 359  | 471  | 410  | 448  | 495  | 517  |

| 1856 | 1861 | 1866 | 1872 | 1876 | 1881 | 1886 | 1891 | 1896 |
| ---- | ---- | ---- | ---- | ---- | ---- | ---- | ---- | ---- |
| 501  | 502  | 513  | 502  | 551  | 510  | 507  | 427  | 409  |

| 1901 | 1906 | 1911 | 1921 | 1926 | 1931 | 1936 | 1946 | 1954 |
| ---- | ---- | ---- | ---- | ---- | ---- | ---- | ---- | ---- |
| 421  | 371  | 355  | 298  | 284  | 288  | 274  | 254  | 225  |

| 1962 | 1968 | 1975 | 1982 | 1990 | 1999 | 2005 | 2006 | 2010 |
| ---- | ---- | ---- | ---- | ---- | ---- | ---- | ---- | ---- |
| 256  | 287  | 274  | 226  | 193  | 198  | 205  | 202  | 210  |

| 2015 | 2020 | 2022 | - | - | - | - | - | - |
| ---- | ---- | ---- | - | - | - | - | - | - |
| 200  | 192  | 191  | - | - | - | - | - | - |

## Culture locale et patrimoine

### Lieux et monuments
Civils
- Château de Marigny-sur-Yonne remanié le long du canal du Nivernais. Auparavant propriété de la famille de Plancy. Il est aujourd'hui occupé par une association d'insertion.
- Aux alentours du château, on remarque quelques anciennes belles fermes du début du XVIIIe siècle.

Religieux
- Chapelle de style roman à proximité immédiate du château.
- Église Saint-Léger, ses trésors intérieurs et son cachet historique ont été altérés par des travaux de modernisation (1858-1860), de style néo-roman, typique des ambitieuses reconstructions du XIXe siècle dans le Morvan. Pour visiter, demander les clefs à la mairie mardi, vendredi, samedi de 9 h 15 à 12 h et le jeudi de 13 h 30 à 16 h 30[17].

### Personnalités liées à la commune
- L'écrivain Ernest Florian-Parmentier y mourut en 1951. Son épouse qui avait pris le nom de plume de Claude Jonquière[18] et qui a laissé plusieurs ouvrages y est également enterrée (1957). Le couple y avait notamment passé la guerre. Le petit-fils de Claude Jonquière, l'historien Jacques Halbronn (né en 1947), y passa ses vacances au début des années 1950.
- Joseph Morin, agriculteur habitant Sauvigny, hameau de Marigny-sur-Yonne, où il est né en 1864, fut également journaliste, poète et homme de lettres ; il est notamment l'auteur du roman Les Aventures d'un ange (1902). Jules Renard l'a mis en scène dans L'Œil clair et dans son Journal sous le nom du « poète Ponge ».
- Jean-Baptiste Rigaud (1808-1902), entrepreneur de travaux publics, fut maire de Marigny-sur-Yonne de 1870 à 1902. En tant que doyen des maires de France, il fut mis à l'honneur au banquet des maires en 1900[19].

### Héraldique
| Blason de Marigny-sur-Yonne | Blason  | D'azur au lion d'or accompagné de huit coquilles du même ordonnées en orle. |
| Blason de Marigny-sur-Yonne | Détails | Le statut officiel du blason reste à déterminer.                            |